# Municipio de Marion (condado de Drew)
El municipio de Marion (en inglés: Marion Township) es un municipio ubicado en el condado de Drew en el estado estadounidense de Arkansas. En el año 2010 tenía una población de 12673 habitantes y una densidad poblacional de 42,27 personas por km².

## Geografía
El municipio de Marion se encuentra ubicado en las coordenadas 33°36′54″N 91°46′43″O / 33.61500, -91.77861. Según la Oficina del Censo de los Estados Unidos, el municipio tiene una superficie total de 299.82 km², de la cual 298.63 km² corresponden a tierra firme y (0.4%) 1.19 km² es agua.

## Demografía
Según el censo de 2010, había 12673 personas residiendo en el municipio de Marion. La densidad de población era de 42,27 hab./km². De los 12673 habitantes, el municipio de Marion estaba compuesto por el 65.57% blancos, el 31.29% eran afroamericanos, el 0.2% eran amerindios, el 0.63% eran asiáticos, el 0.03% eran isleños del Pacífico, el 1.11% eran de otras razas y el 1.16% pertenecían a dos o más razas. Del total de la población el 2.04% eran hispanos o latinos de cualquier raza.